# Palazzo Barolo (Buenos Aires)
Il Palazzo Barolo (Palacio Barolo in spagnolo) è un edificio per uffici situato sulla Avenida de Mayo nel quartiere Monserrat a Buenos Aires in Argentina. Questo edificio ha un fratello gemello in uno stile eclettico, ma di maggiore altezza, costruito dallo stesso Mario Palanti a Montevideo, il Palazzo Salvo.

## Storia
L'architetto italiano Mario Palanti progettò questo palazzo su richiesta dell'imprenditore tessile Luigi Barolo, progettando anche le voci di dettaglio, come maniglie delle porte, lampade e gabbie ascensore, in un unico caso di vero concetto integrato. Tra il 7 luglio 1923, data di inaugurazione, e il gennaio 1935 è stato l'edificio più alto della città e del Sudamerica.
Nel 1997 è stato dichiarato monumento nazionale.

## Descrizione
L'edificio presenta un particolare stile eclettico, tipico delle opere del Palanti.

### Riferimenti allaDivina Commedia
Motivato dalla sua ammirazione per Dante Alighieri, il Palanti progettò l'edificio come un Danteum, vale a dire un monumento a Dante e alla sua Divina Commedia, richiamata allegoricamente nella struttura e nel ricco apparato decorativo del palazzo. L'edificio si compone infatti di tre parti, corrispondenti a Inferno, Purgatorio e Paradiso, e culmina con un faro, rappresentazione metaforica dell'Empireo.

## Galleria d'immagini

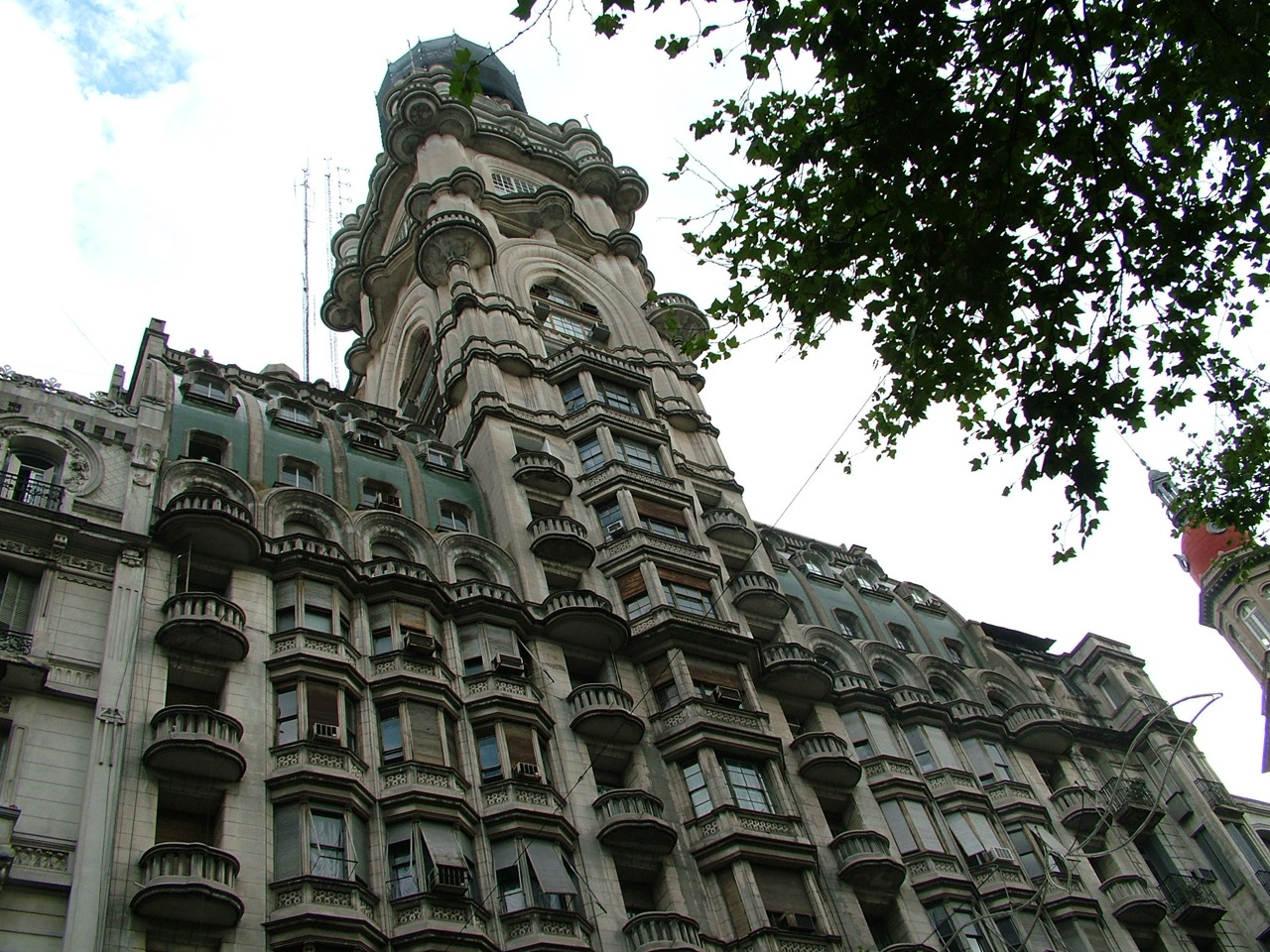
Palazzo Barolo, Avenida de Mayo, Buenos Aires
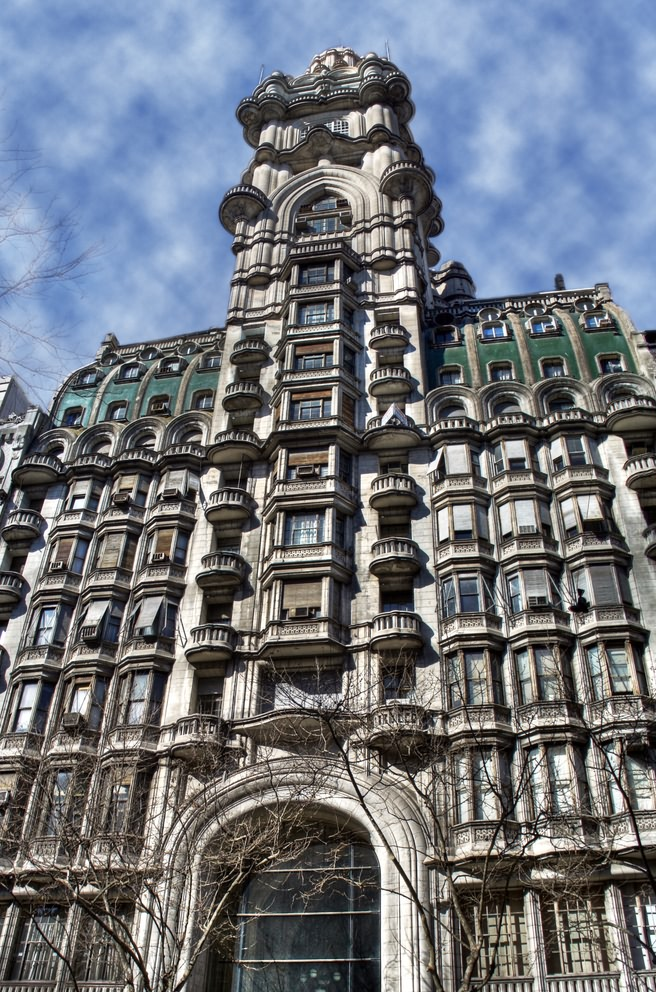
Palazzo Barolo, Fronte
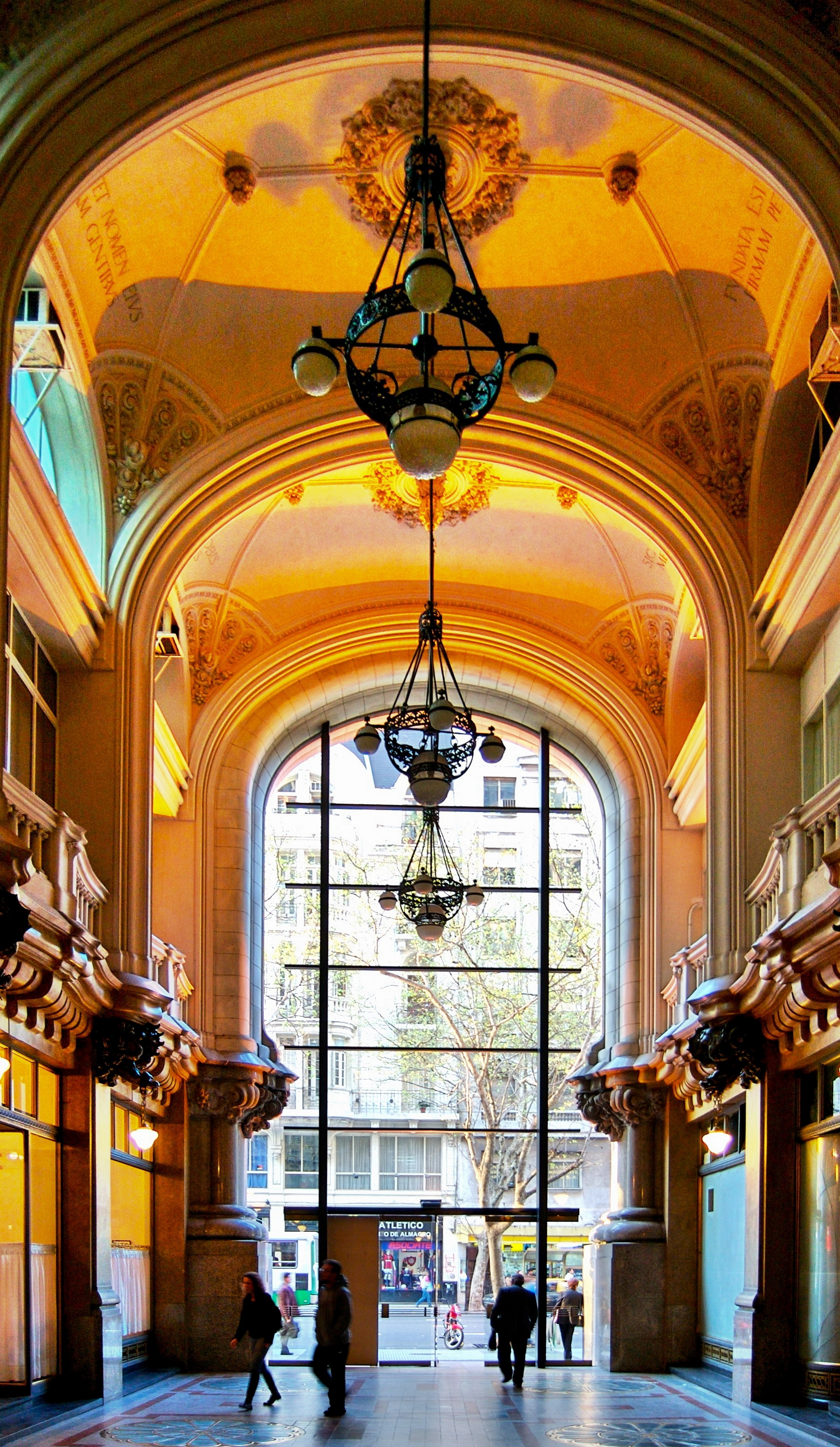
Palazzo Barolo, Hall
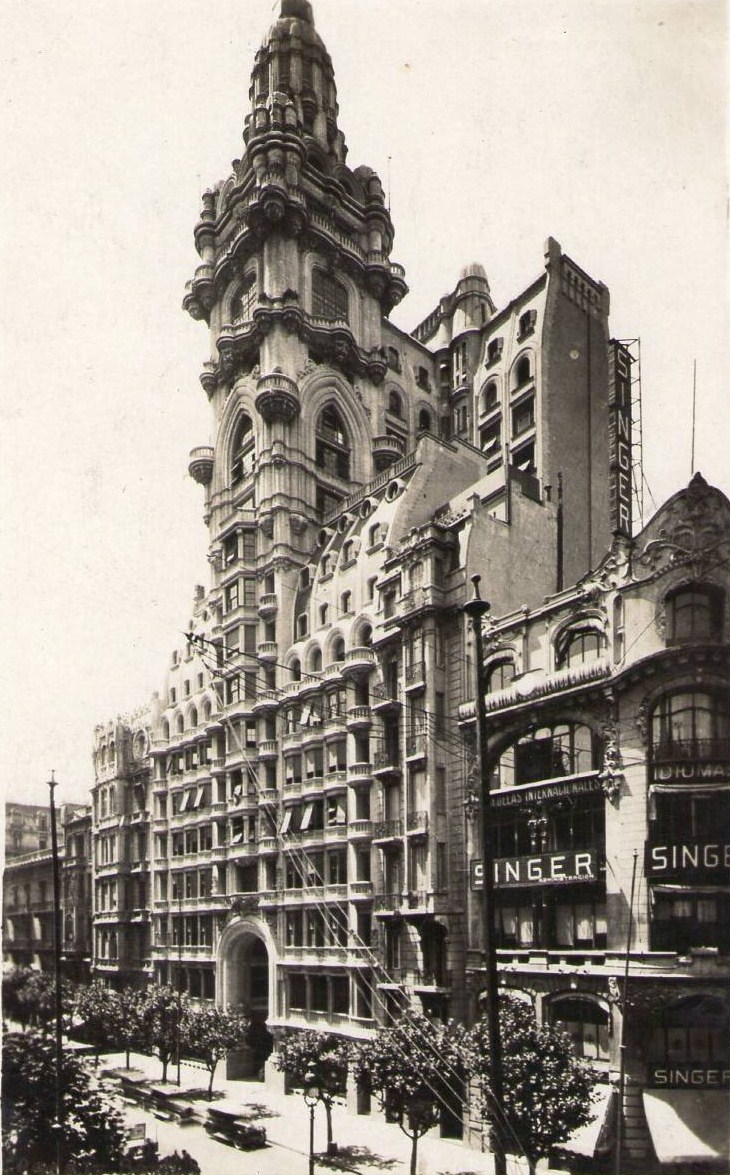